# Allgemeine Berliner Omnibus AG

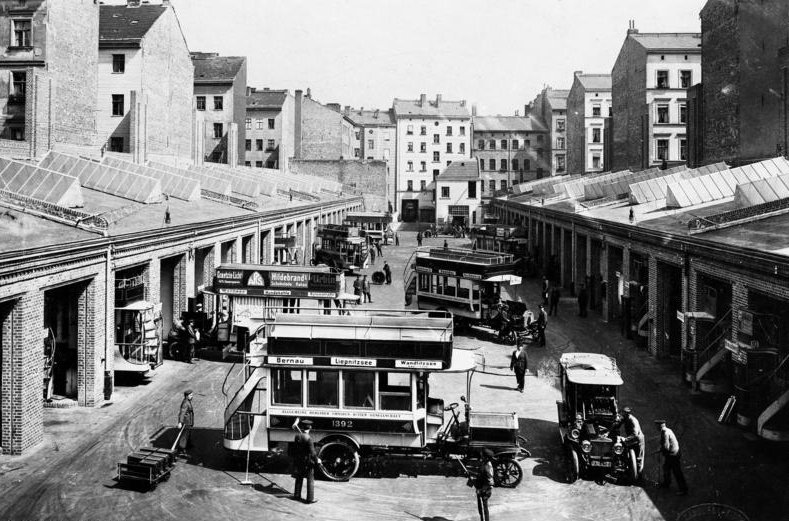
Busdepot der ABOAG (1908)

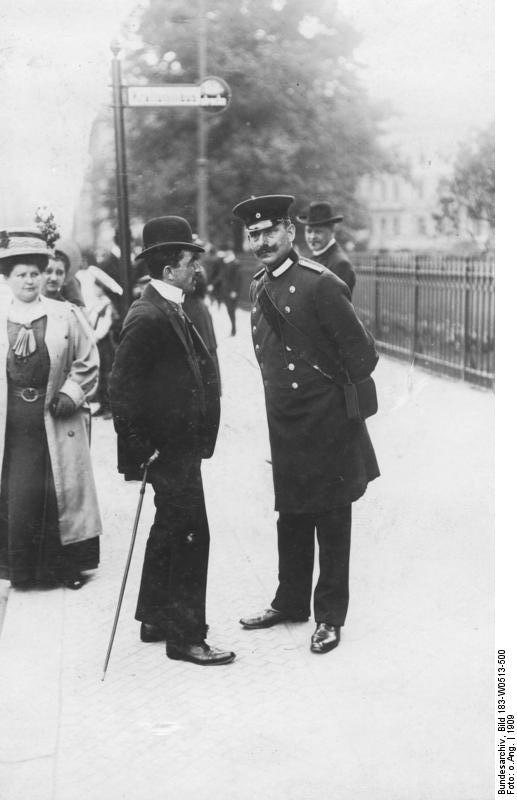
Beamter der ABOAG (rechts), 1909

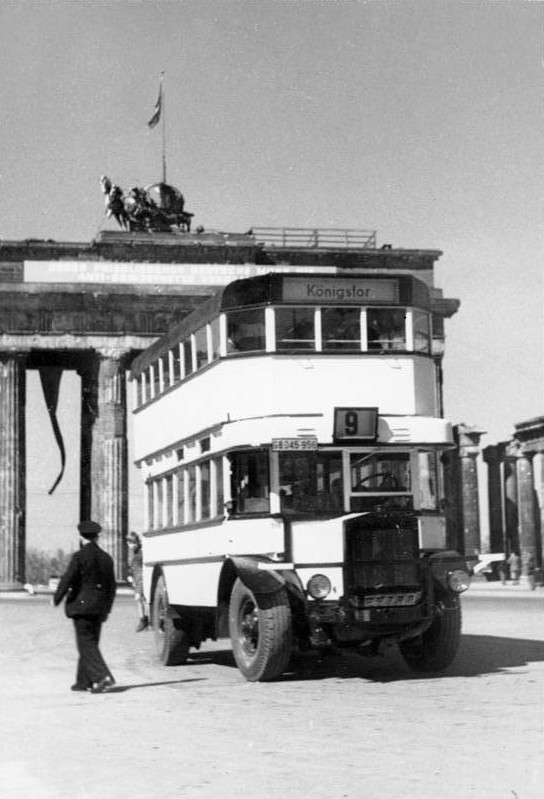
ABOAG-Doppeldecker-Omnibus auf Büssing-Fahrgestell, Baujahr 1927, am Brandenburger Tor 1949

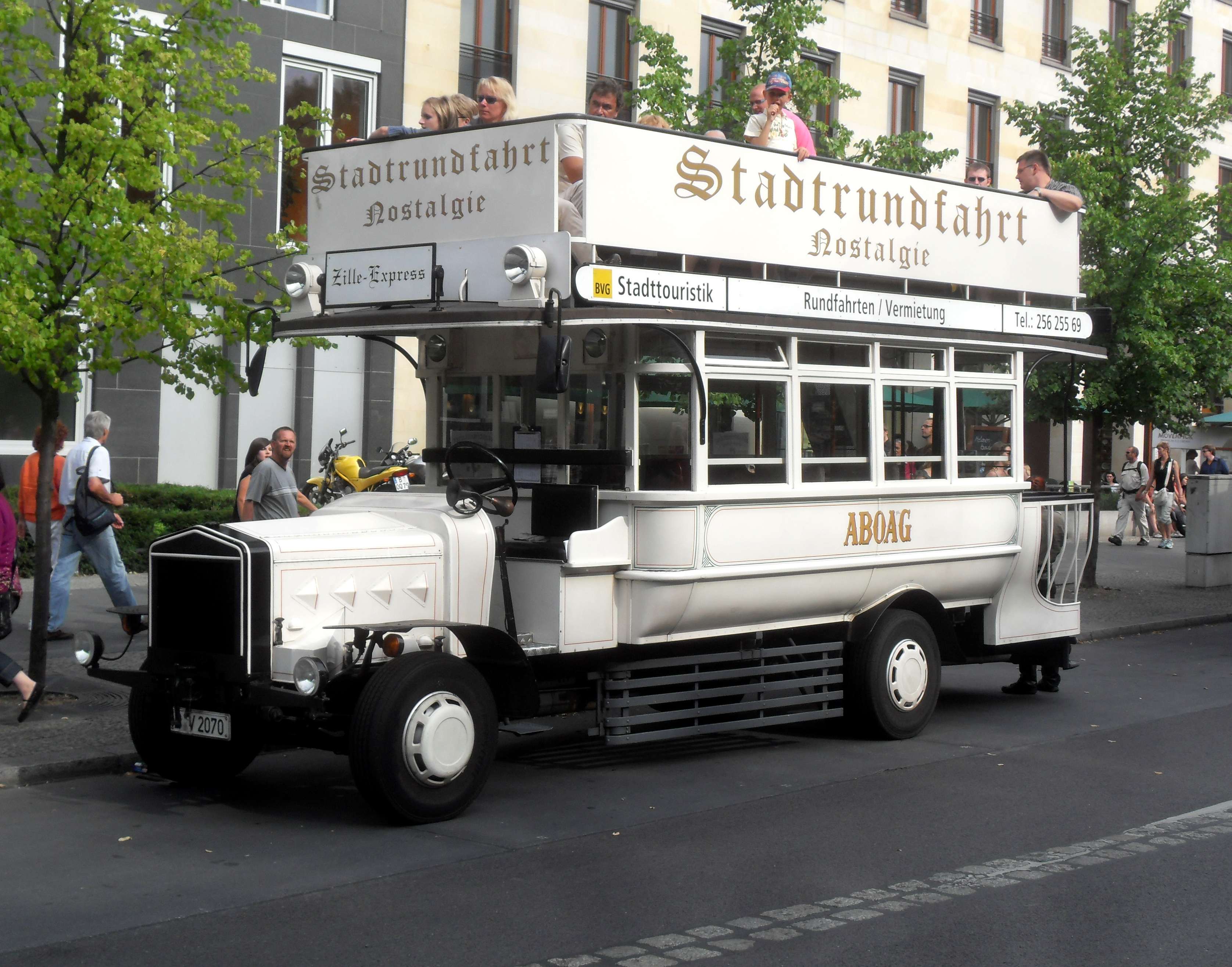
Rekonstruierter Bus der ABOAG als Zille-Express in Berlin

Die Allgemeine Berliner Omnibus AG (ABOAG) war ein 1868 in der Rechtsform einer Aktiengesellschaft gegründetes Nahverkehrs-Unternehmen und der größte Betreiber von Pferdeomnibus-Linien in Berlin, das 1928 mit anderen Berliner Verkehrsbetrieben in der Berliner Verkehrs-AG (BVG) aufging.

## Anfänge des Omnibusverkehrs in Berlin
Der Omnibusverkehr in Berlin war am 20. Mai 1825 von Simon Kremser eingeführt worden, zwischen dem Brandenburger Tor und Charlottenburg, also damals mit einer Vorortlinie. Der von ihm dafür entwickelte Wagentyp wird heute nach ihm benannt.
Nachdem 1838 die Berlin-Potsdamer Eisenbahn eröffnet worden war, nahm 1840 die erste Buslinie innerhalb der Berliner Zollmauer ihren Dienst auf. Sie führte vom Alexanderplatz zum Potsdamer Bahnhof, gleichsam als Zubringer zum Zugverkehr. Betreiber war auch hier ein jüdischer Unternehmer, der damals schon 70 Jahre alte Israel Moses Henoch, der 1815 das Berliner Droschkenwesen aufgebaut hatte.
Schließlich nahm 1847 die Concessionierte Berliner Omnibus Compagnie ihren Betrieb mit fünf Linien auf. 1864 gab es von mehreren Betreibern insgesamt 16 Omnibuslinien.

## Geschichte der ABOAG

### Gründung
Viele der bis 1868 in Berlin bestehenden kleineren Busbetriebe hatten wirtschaftliche Schwierigkeiten aufgrund der großen Konkurrenz, 1864 existierten beispielsweise schon 36 Busbetriebe. So wurde am 25. Juni 1868 die Gesellschaft mit einem Aktienkapital von einer Million Taler gegründet und nahm am 1. Juli den Betrieb von pferdebespannten Omnibussen auf. Dabei verfügte die Gesellschaft schon zu Beginn über 257 gezogene Omnibusse und 1089 Pferde.

### Der eigene Omnibus-Bau und andere Marken
Die ABOAG stellte 1897 auf Anregung von Frederic Simms (britischer Bosch-Vertreter) eigene Omnibusse her, indem Aufbauten von Pferde-Omnibussen auf Fahrgestelle gesetzt wurden, die mit Elektroantrieb versehen wurden. Am 13. Juni 1906 wurde ein Büssing-Omnibus und ab dem 3. Juli 1907 auch noch ein erster „Decksitz“-Omnibus mit 19 unteren und 20 oberen Sitzplätzen erprobt. Insgesamt hatte der Decksitz-Omnibus Platz für 42 Personen, der Einstieg befand sich hinten, auf der hier vorhandenen Plattform befand sich eine eiserne Wendeltreppe für die Plätze auf dem Dach.
Ein erfolgloses Projekt stellte hingegen der in Zusammenarbeit mit Siemens & Halske 1898 vorgestellte Elektrische Straßenbahn-Omnibus dar. Hierbei handelte es sich um eine Mischung zwischen elektrischer Straßenbahn und Batteriebus, das Zweiwegefahrzeug konnte sich im Perambulatorbetrieb sowohl auf dem Straßenbahnnetz als auch abseits davon bewegen.
1913 wurden eigene Omnibusse mit Ottomotor nach Plänen des Generaldirektors Richard Kaufmann gebaut, wovon die meisten als Decksitzwagen hergestellt wurden. Sie erhielten die Bezeichnung „RK“ nach den Initialen des Direktors.
Im Jahr 1924 wurden bei ABOAG neue Omnibusse mit geschlossenem Oberdeck zusammen mit den Nutzfahrzeugherstellern Büssing und NAG entwickelt. Diese auch mit Luftreifen erprobten, vier Meter hohen, Doppeldecker-Omnibusse hatten einen Niederflurrahmen, die Lenkung links und den Einstieg rechts. 350 solcher Busse kamen im Laufe der nächsten Zeit in den Betrieb. Büssing entwickelte 1927 neue Dreiachser- bzw. Sechsrad-Doppeldecker-Fahrgestelle, die mit Doppeldeckeraufbauten versehen wurden, die bis zu 82 Personen befördern konnten. Sie waren damals die größten Omnibusse der Welt. Von diesem Omnibustyp wurden 1928 sofort 100 Busse bestellt, die nun auch eine Heizung hatten. In dem Jahr stellte der Betrieb alle Omnibusse auf Luftreifen um. In Berlin-Halensee wurde von Büssing 1929 mit 50 Beschäftigten ein Wartungs- und Reparaturbetrieb u. a. für die neue BVG eingerichtet.
Ab 1928 wurden zwei Omnibusse mit einem Maybach-Sechszylinder-Motor und Vorderrad-Antrieb in Zusammenarbeit mit Richard Bussien (Besitzer der  Voran-Automobilbau  in Berlin-Wilmersdorf) von der BVG gebaut.
Um 1910 wurde ein Tankfahrzeug für 5000 Liter Benzin hergestellt.

### Omnibusverkehr
Am 19. November 1905 ließ die ABOAG die beiden ersten motorisierten Omnibusse („Kraftomnibusse“) auf der Strecke Hallesches Tor – Friedrichstraße – Chausseestraße in Berlin verkehren.
Im Jahr 1914 verkehrten in Berlin erst insgesamt 336 Omnibusse. 1926 wurde von den Linden nach Grunewald ein Omnibus-Schnellverkehr eingerichtet und als optisches Zeichen hatte der Büssing-Bus vorne oben ein weißes „E“ auf rotem Schild. 1928 besaß die ABOAG bereits 580 Omnibusse und hatte 4340 Beschäftigte, von denen 1317 Kraftfahrer und 1235 Schaffner waren. Sie betrieb 24 Stadtbuslinien mit einer Streckenlänge von 253 Kilometern, sechs Vorortlinien über 52 Kilometer und eine Eilstrecke über 11 Kilometer. Die tägliche Fahrleistung betrug etwa 100.000 Kilometer, es wurden jährlich rund 600.000 Personen befördert. 1928 wurde auch die Umsteigeberechtigung für Fahrgäste von der S-, U- und Straßenbahnen auf die Omnibuslinien eingeführt.

### Treptower Betriebshof und Fusion
1925 (eventuell schon 1924) erwarb die ABOAG das Gelände der Maschinenfabrik Carl Beermann zwischen der Eichenstraße, der heutigen Puschkinallee, Flutgraben und Spree (gegenüber dem Osthafen) im heutigen Alt-Treptow. Im Mai 1925 zog die Hauptwerkstatt für Fahrgestelle aus dem Betriebshof Usedomer / Jasmunder Straße in die Sheddach-Halle auf den Treptower Betriebshof um. Dieser Bau war noch für die Maschinenfabrik nach Plänen des Architekten Bruno Buch errichtet worden.
Die nicht mehr verwendbare Gießerei von Beermann machte einem Neubau Platz. Nach den Entwürfen von Franz Ahrens wurde dort 1927 die Omnibus-Hauptwerkstatt der ABOAG mit zugehörigem Bürotrakt errichtet. Der stark rationalisierte Betrieb erforderte eine Halle, in der die doppelstöckigen Omnibusse gut und schnell rangiert werden konnten, um notwendige Reparaturarbeiten in der gebotenen Kürze durchführen zu können. Sie war mit 100 Metern Länge und 70 Metern Spannweite (7000 m²) damals die größte freitragende Halle Berlins und eine der größten Europas. Tageslicht fällt auch heute noch durch die Oberlichter und die verglasten Stirnseiten der Halle ein. Am 15. Februar 1928 wurde in der Halle der Betrieb aufgenommen; die letzten Innenausbauten zogen sich bis in den Juni hin. Ein Erweiterungsbau wurde nach Plänen von Alfred Warthmüller ausgeführt. Heute ist das Gelände als „Arena Berlin“ ein Kultur- und Veranstaltungsgelände.

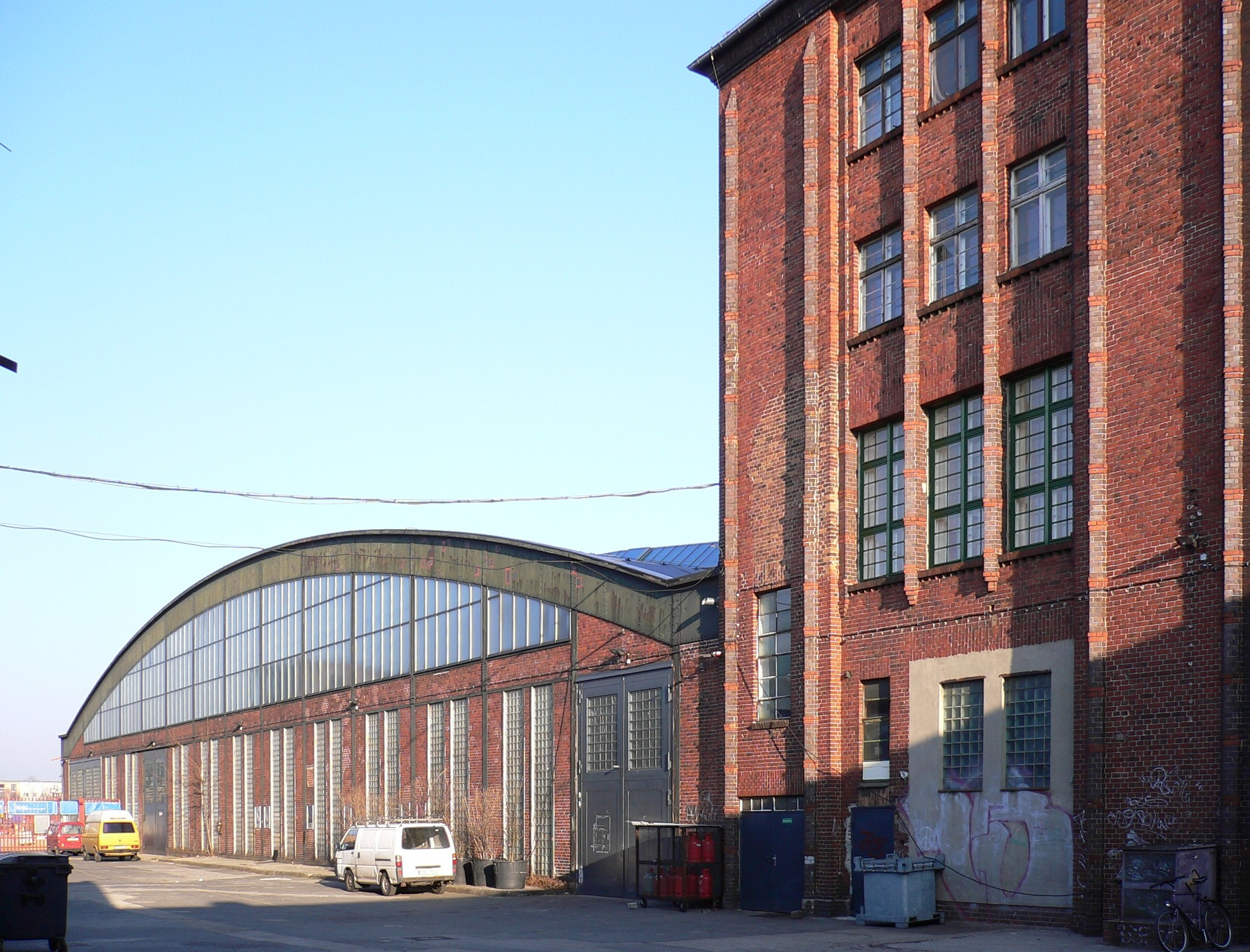
Ansicht der Treptower ABOAG-Halle
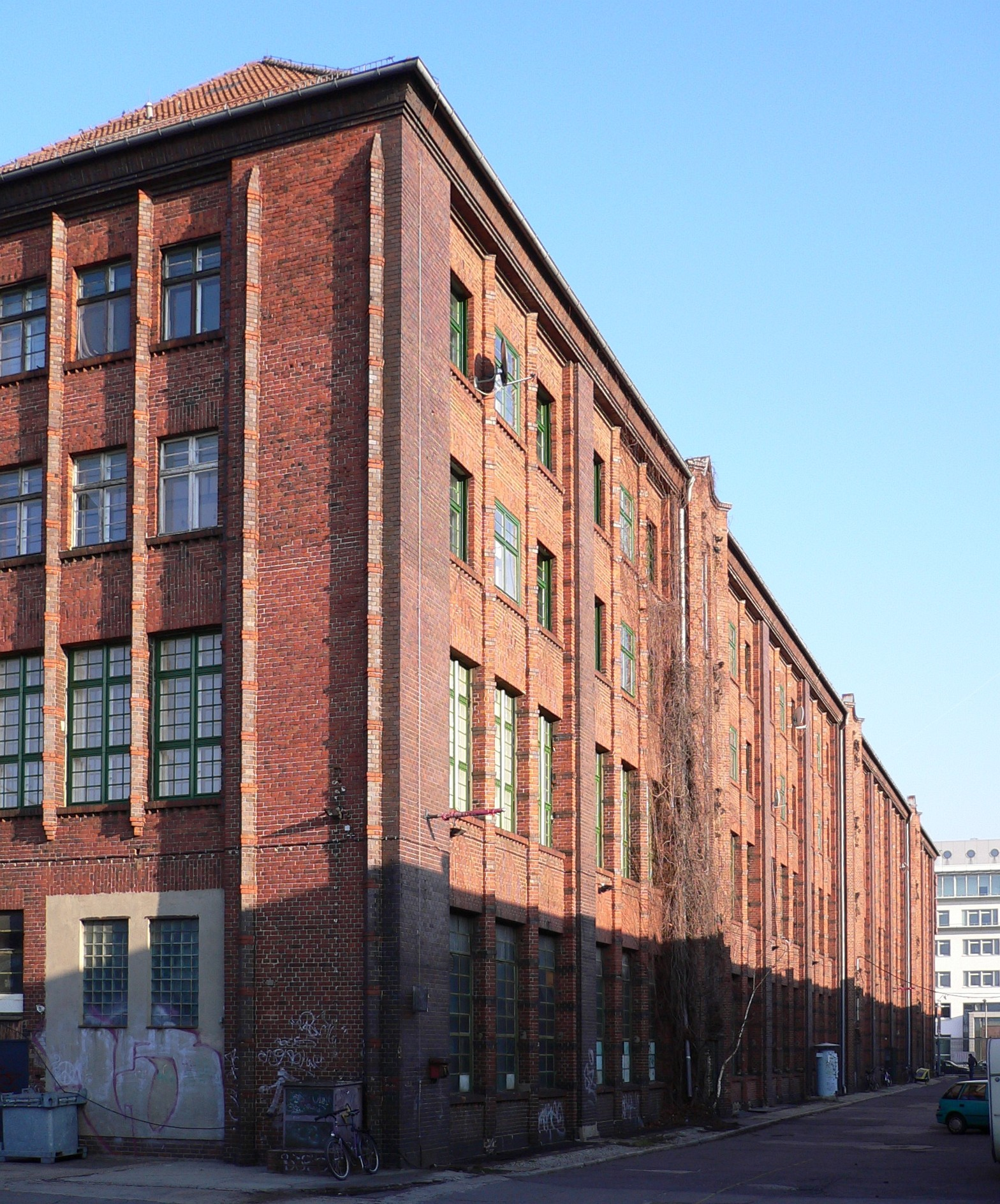
Bürotrakt
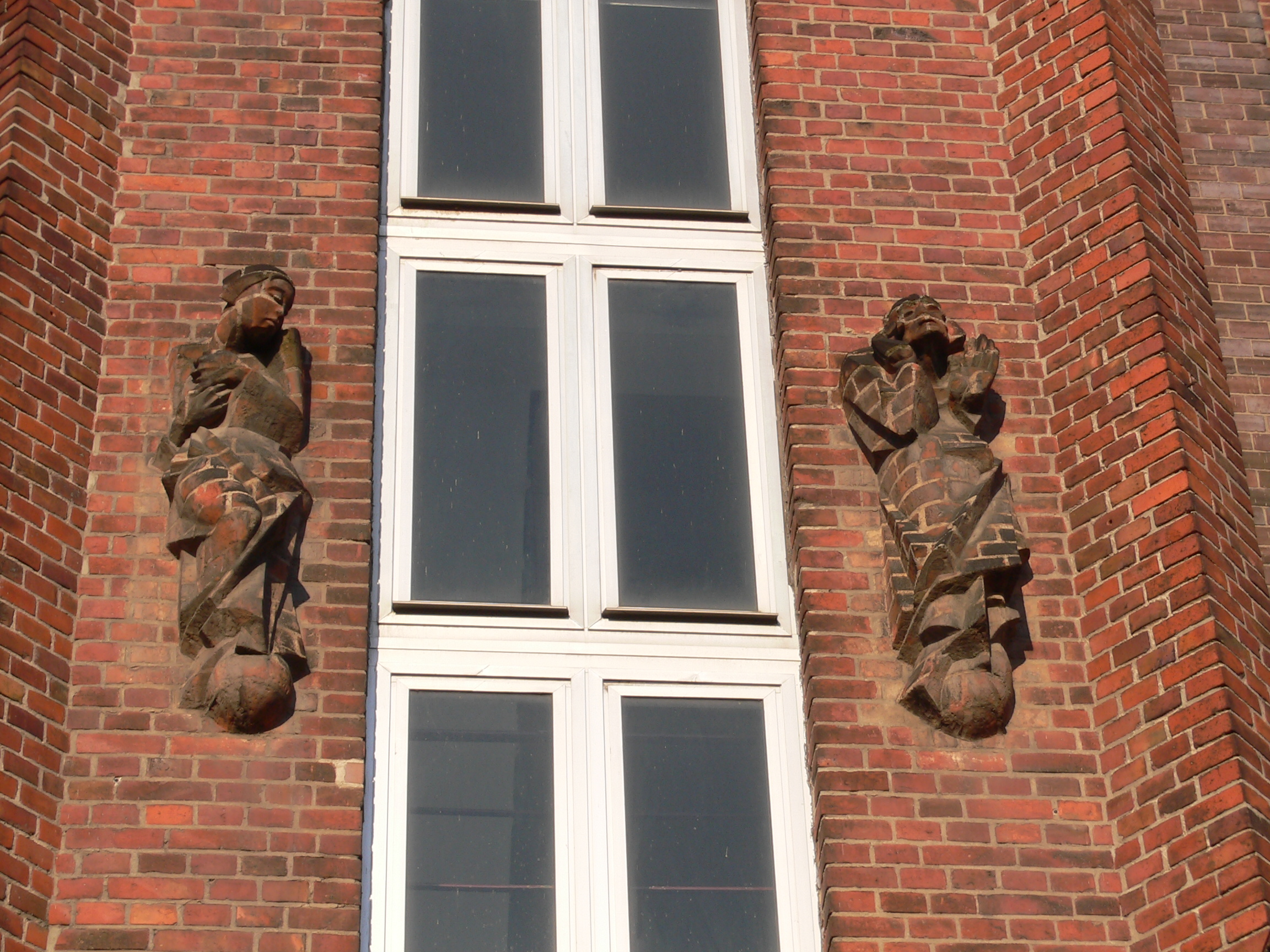
Formstein-Figuren von Arminius Hasemann, 1927/1928
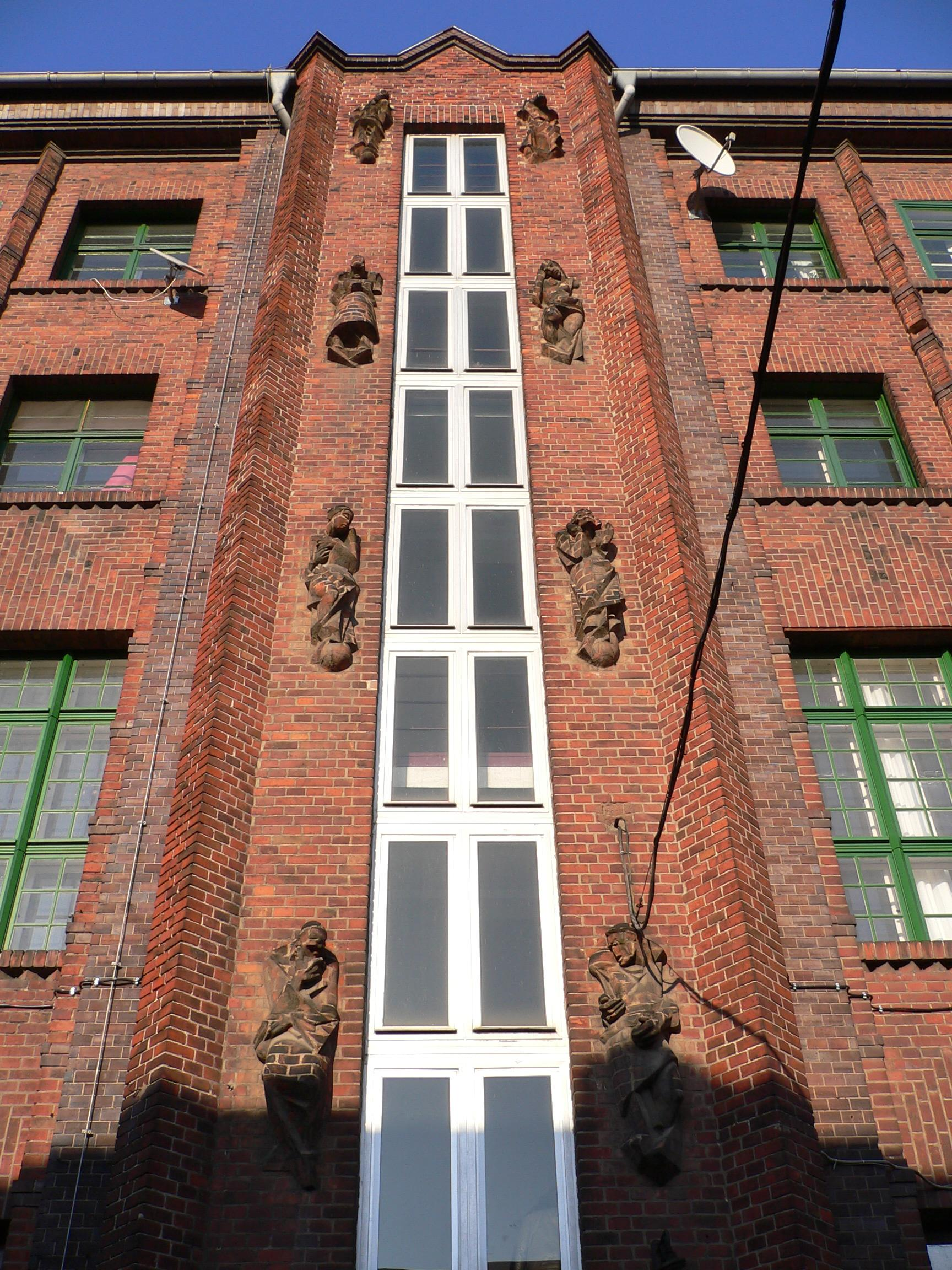
Fassadenansicht über dem Eingang

Die beiden großen Konkurrenten, die Gesellschaft für elektrische Hoch- und Untergrundbahnen in Berlin und die Große Berliner Straßenbahn erwarben um 1913 herum jeweils größere Anteile an der ABOAG, so dass die Voraussetzungen für eine Koordination der Verkehrsträger untereinander günstig war. Am 10. Dezember 1928 gingen diese drei Betriebe in der Berliner Verkehrs-AG (BVG) auf.

## Weitere Tätigkeitsfelder
Aus unbekannten Gründen erweiterte die ABOAG offenbar spätestens um 1910 ihre unternehmerischen Aktivitäten, die Definition des Unternehmenszwecks wurde um den Satz ergänzt: „Die Gesellschaft ist auch berechtigt zum Erwerbe und zur Veräußerung von unbeweglichen Sachen und Rechten, zum Speichereibetriebe sowie zur Beteiligung an kaufmännischen Geschäften und Unternehmungen.“ Der von der vormaligen Victoria-Speicher AG übernommene, 1880 erbaute Victoria-Speicher an der Köpenicker Straße in Kreuzberg wurde 1910/1911 durch einen modernen Lagerhaus-Neubau in Eisenbeton nach Entwurf des mehrfach für die ABOAG tätigen Architekten Franz Ahrens erweitert. Rund ein halbes Jahr nach der Fusion zur BVG erwarb im Juli 1929 die 1923 gegründete BEHALA die Anlage.